# Date Kuninao
Date Kuninao est un nom japonais traditionnel ; le nom de famille (ou le nom d'école), Date, précède donc le prénom (ou le nom d'artiste).
Date Kuninao (伊達 邦直, 2 novembre 1834-12 janvier 1891) est un samouraï de la fin de l'époque d'Edo. Dixième chef de la branche Iwadate du clan Date, Kuninao sert comme obligé du domaine de Sendai. Après la restauration de Meiji, Kuninao se rend en Hokkaidō et participe à la bonification des terres. Parmi diverses autres contributions à la fondation de la moderne Hokkaidō, Kuninao planifie ce qui allait devenir la ville moderne de Tōbetsu.

## Source de la traduction
- (en) Cet article est partiellement ou en totalité issu de l’article de Wikipédia en anglais intitulé « Date Kuninao » (voir la liste des auteurs).